# Lares (distrito)
O Distrito peruano de Lares é um dos 8 distritos da Província de Calca, situada no Departamento de Cusco, pertenecente a  Região Cusco, Peru.
É um dos distritos mais pobres do país, segundo Mapa da Pobreza de 2009.
Entre suas atrações turísticas, encontram-se as águas termais de Lares, que possuem propriedades medicinais.

## Transporte
O distrito de Lares é servido pela seguinte rodovia:
- CU-104, que liga o distrito à cidade de Echarate
- CU-105, que liga o distrito de Calca à cidade de Echarate [3][4][5]